# Reloj astronómico de Chartres
El Reloj astronómico de Chartres es un antiguo reloj astronómico ubicado en el interior de la catedral de Nuestra Señora de Chartres, construido en 1528 y clasificado como monumento histórico de Francia.

## Descripción
El reloj astronómico interior está situado en el deambulatorio de la catedral, al principio de la tercera fila del coro. Se encuentra detrás de la escena de la Visitación, al principio del tercer tramo comprendido entre El sueño de José y la Natividad. Este reloj astrolábico data de 1528, y se desconoce su autoría. El mecanismo original fue reemplazado en 2009 por un sistema eléctrico. Para esta restauración fue necesaria la fabricación de varias ruedas y piñones que se habían perdido.
El reloj astrolábico permite medir la altura de los astros y leer la hora en función de la posición de las estrellas o del sol. Su concepción y sus distintas construcciones se basan originariamente en una doble proyección plana, habitualmente una proyección polar, que permite representar el movimiento de los astros sobre la bóveda celeste.
La esfera fue restaurada hacia 2008-2009 por la empresa Prêtre de Mamirolle.

## Otros instrumentos para medir el tiempo
Al exterior de la catedral se encuentran los siguientes instrumentos para medir el tiempo:

### Pabellón del reloj
Un pabellón exterior de estilo renacentista alberga un reloj construido por Jehan de Beauce en 1520. El pabellón, situado delante del primer tramo del lado septentrional de la nave, está clasificado como monumento histórico de Francia en la lista de 1862 e inscrito en el Inventario general de patrimonio cultural.
|                |
| Fachada norte. |

|                                                                              |
| Pabellón del Reloj, clasificado como Monumento Histórico de Francia en 1862. |

|                          |
| Esfera exterior de 1520. |

### Ángel de la esfera
Una estatua que representa un ángel portador de una esfera solar se sitúa en la esquina de las fachadas occidental y meridional.